# 베리트
베리트(Bereet)는 마블 코믹스가 출판하는 만화책의 등장인물이다. 첫 등장은 Rampaging Hulk #1 (1977년 1월)이다. 2014년 영화 《가디언즈 오브 갤럭시》에는 멜리아 크레일링이 연기한다.